# Осока вузьколиста
Осока вузьколиста (Carex stenophylla) — вид трав'янистих рослин з родини осокові (Cyperaceae), поширений у Єгипті та Євразії від Італії до північного Китаю.

## Опис
Багаторічна рослина заввишки 10–25 см. Кореневище 1–2 мм в діаметрі. Вісь пагона ≈ 1 мм в діаметрі. Приквіткові листки лускоподібні, рідко з короткою щетиновидними пластинкою. Суцвіття 1.5–3 см завдовжки, просте (на кожному з його вузлів знаходиться по 1 колоску). Мішечки 3–4(5) мм завдовжки, яйцеподібні, шкірясті, жовто-каштанові, блискучі, з коротким гладким або шорстким 2–3-зубчастим носиком. Рослина заввишки 10–40 см. Листки від 1/2 довжини стебла до рівних або, іноді, більше від довжини стебла.

## Поширення
Поширений у Єгипті та Євразії від Італії до північного Китаю.
Цей вид зазвичай росте на сезонних або постійно вологих луках, а також на берегах річок і на вологих узбіччях, часто на піщаних або кам'янистих, часто слабо засолених ґрунтах.
В України вид зростає у степах, на сухих солонцюватих луках, лісових галявинах і в лісосмугах — у Лісостепу, зрідка; в Степу, зазвичай.